# Turmhügelburg Ütgenbach

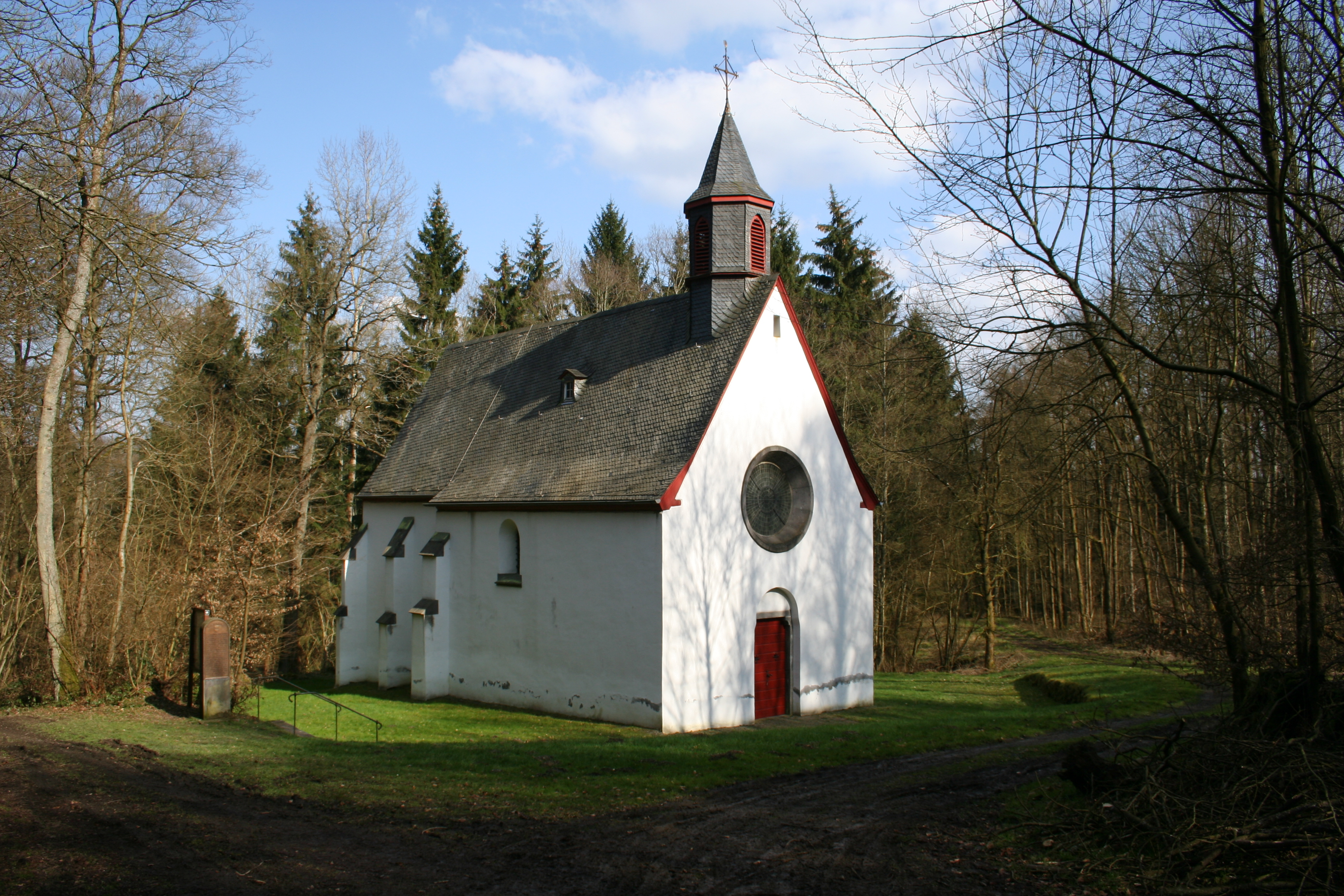
Kapelle Ütgenbach

Die Turmhügelburg Ütgenbach, auch Üttemich genannt, ist eine abgegangene Wasserburg vom Typus einer Turmhügelburg (Motte) am Ütgenbach im Bereich der Wüstung Ütgenbach südöstlich der auf dem Gemeindegebiet von Asbach im Landkreis Neuwied in Rheinland-Pfalz liegenden Ortschaft Krankel.
Die 1173 erwähnte Motte und Burgkapelle St. Florinus mit gotischem Chor aus dem 14. Jahrhundert war im Besitz der Herren von Uetgenbach und wurde um 1330 nach dem Bau der Burg Ehrenstein aufgegeben.
Von der ehemaligen Burganlage zeugt heute noch der Burghügel mit einem Durchmesser von etwa 20 Meter sowie die Burgkapelle.